# Tåten om Ívar Ingimundarson

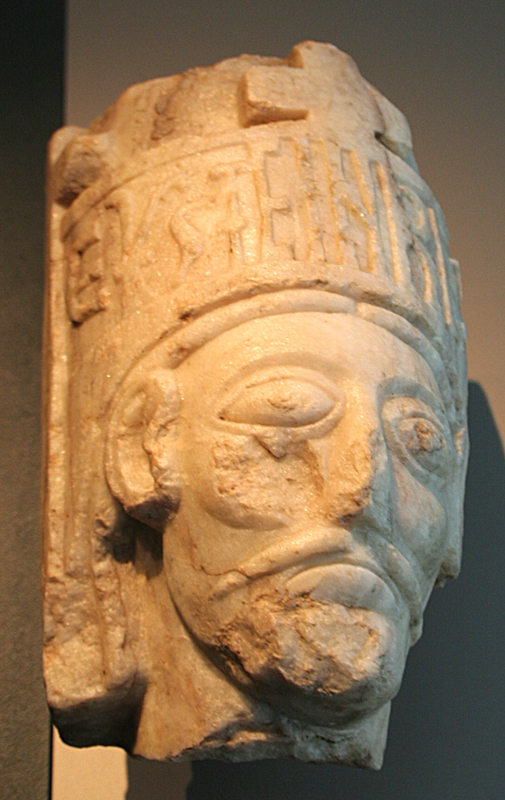
Kung Øystein Magnusson som hjälper tåtens huvudperson Ívar Ingimundarson.

Tåten om Ívar Ingimundarson (isländska Ívars þáttur Ingimundarsonar) är en isländsk tåt som utspelar sig i Norge i början av 1100-talet. Tåten handlar om Ívar Ingimundarson som blir deprimerad efter att hans bror Þorfinnur gift sig med Oddný Jóansdóttir, den kvinna som Ívar älskar. Den norske kungen Øystein Magnusson hjälper honom genom samtalsterapi för att komma över sina sorger och bli på bättre humör igen. Berättelsen finns bevarad i handskriften Morkinskinna. Tåten finns översatt till svenska av Åke Ohlmarks (1964) och Joakim Lilljegren (2014).